# Станіслав Стронський
Станіслав Стронський (пол. Stanisław Stroński; 18 серпня 1882, Нисько — 30 жовтня 1955, Лондон) — польський історик, філолог, публіцист, суспільно-політичний діяч. Професор (1910).

## Біографія
Народився в м. Ниско (нині місто Підкарпатського воєводства, Польща) в сім'ї інженера. Гімназію закінчив у м. Новий Сонч (нині місто Малопольського воєводства, Польща). 1900—02 вивчав романську філологію в Ягеллонському університеті; 1902—03 — романістику і славістику у Віденському університеті, 1903 продовжував навчання у Львівському університеті, 1904—05 — у Сорбонні (Париж, Франція). 1905 — шкільний учитель у Львові. 1906 в Сорбонні захистив докторську дисертацію на тему: «Le troubadour Elias de Barjols». 1906—09 провадив наукові дослідження у Франції та Італії. 1909 на підставі праці «Le troubadour Folquet de Marseille» здобув габілітацію в Ягеллонському університеті. Від 1909 — приват-доцент, від 1910 — професор Ягеллонського університету. На початку 20 ст. виступав противником реформи виборчого законодавства на користь українців у Східній Галичині («Przeciw takiej reformie wyborczej»; 1913). Після закінчення Першої світової війни обстоював приналежність Східної Галичини до Польщі («Documents ruthéno-ukrainiens»; 1919). Від 1927 — професор Католицького університету в Любліні. Засновник та головний редактор впливових газет «Rzeczpospolita» (1920—24) та «Warszawianka» (1924—26). Після вибуху Другої світової війни — на еміграції у Великій Британії. Заступник голови ради міністрів та міністр інформації й документації (1940—43) в уряді В.-Е.Сікорського. Співзасновник (1945) та перший голова (до 1951) Історичного інституту ім. В.Сікорського в Лондоні (Велика Британія). Від 1951 — професор Польського університету на чужині.
Спеціалізувався на історії французької та польської літератур («Notes sur quelques troubadours et protecteurs des troubadours» (1907), «Recherches historiques sur quelques protecteurs des troubadours» (1907), «Wpływ Dantego w „Grobie Agamemnona“ Słowackiego» (1909), «Trubadurzy w legendzie i w rzeczywistości» (1913), «Przygody dworne trubadura Bertranda de Born» (1913), «Adam Mickiewicz et le Romantisme» (1923), «La poésie et la réalité aux temps des Troubadours», (1943), «Tristan i Iseult» (1952), «Wielkość Leonarda»; 1953). Був автором численних полемічно-публіцистичних праць, присвячених найновішій історії, у тому числі й польсько-українським стосункам («Polska polityka zagraniczna 1934—1935» (1935), «Spór o dwie konstytucje 1921 i 1935» (1944), «O układzie polsko-rosyjskim z 30 VII 1941» (1951), «Polityka Rządu Polskiego w czasie II wojny światowej»; 1951).
Помер у м. Лондон.